# Baldur's Gate
Baldur's Gate RPG igra smeštena u fantazijski svet. Na razvoju igre radio je BioWare, dok je Interplay Entertainment bio zadužen za prodaju. Igra je smatrana za jednu od najboljih igara te tematike uopšte. Igra koristi drugu ediciju unapređenih pravila . Igra je izdata 20. novembra 1998. godine

## Spoljašnje veze
- Zvanična Baldur's Gate stranica
- Recenzija Baldur's Gate sa -a
- Recenzija  sa